# Faustin-Archange Touadéra
Faustin-Archange Touadéra (Bangui, 21 april 1957) is een Centraal-Afrikaans politicus en sinds 2016 de president van de Centraal-Afrikaanse Republiek. Eerder was hij van 2008 tot 2013 minister-president van het land. Hij is leider van de in 2019 opgerichte politieke partij Mouvement Cœurs Unis (MCU).

## Biografie
Touadéra studeerde wiskunde in Frankrijk en Kameroen. Na zijn studie werd hij hoogleraar aan de universiteit van Bangui. Op 22 januari 2008 benoemde president François Bozizé Touadéra tot premier. Hij volgde Élie Doté op. In januari 2013 werd hij door de president uit dit ambt ontslagen.
Tot 2015 behoorde Touadéra tot de partij Kwa Na Kwa (KNK). Daarna was hij enkele jaren onafhankelijk. Touadéra kwam op 14 februari 2016 als winnaar uit de tweede ronde van de presidentiële verkiezingen. Op 30 maart 2016 werd hij als president geïnstalleerd als opvolger van interim-president Catherine Samba-Panza. 
In 2019 richtte hij de nieuwe partij Mouvement Cœurs Unis (MCU) op. Bij de verkiezingen van 2020-2021 werd Touadéra herkozen voor een tweede termijn als president.